# Potter's Field
Potter's Field es el segundo álbum de estudio de la banda de rock estadounidense 12 Stones, lanzado el 24 de agosto de 2004. Alcanza el número 29 en la Billboard 200 y vendió, hasta febrero de 2009, 415,583 copias en Estados Unidos.

## Lista de canciones
Todas las letras son de: Paul McCoy, Eric Weaver, Greg Trammell, Aaron Gainer y Kevin Dorr
| N.º | Título                  | Duración |  |
| 1.  | «Shadows»               | 3:45     |  |
| 2.  | «The Last Song»         | 3:25     |  |
| 3.  | «Far Away»              | 3:21     |  |
| 4.  | «Speak Your Mind»       | 4:02     |  |
| 5.  | «Lifeless»              | 3:42     |  |
| 6.  | «Bitter»                | 3:34     |  |
| 7.  | «Photograph»            | 3:58     |  |
| 8.  | «3 Leaf Loser»          | 4:37     |  |
| 9.  | «Stay»                  | 4:30     |  |
| 10. | «Waiting For Yesterday» | 3:51     |  |
| 11. | «In Closing»            | 3:59     |  |

## Sencillos
1. "Far Away"
2. "Photograph"
3. "Shadows"

- Datos: Q3278977